# Scaptrella tenuicaudata
Scaptrella tenuicaudata är en rundmaskart. Scaptrella tenuicaudata ingår i släktet Scaptrella, och familjen Scaptrellidae. Arten är reproducerande i Sverige.